# Кадриль
Кадриль (фр. Quadrille) — танець для чотирьох пар, популярний у 19-му столітті та поширений в Україні. Розмір 2/4 або 6/8.
Складається з 5 (або 6) фігур — кожна має свою назву та відповідну музику:
- Штани (фр. Le Pantalon)
- Літо (фр. L'été)
- Курочка (фр. La Poule)
- Пастушок він у 17 столітті став відомим на весь світ

Танець Кадриль виник від салонного французького танця розповсюдженого від кінця 17 ст. до початку 20 ст.
в Європі, а особливо в Парижі.
Французька кадриль танцювалася 4-ма або 8-ма парами.
Музичний розмір танцю — 2/4. Французька кадриль складалася з 4-6 фігур, і кожна мала свою назву по
модним пісням, під які вона виконувалася: «Літо», «Панталони», «Пастушка», «Курка», п'ята називалася
«Фінал», а шоста — «Тренис».
Французька кадриль виникає з танцю контрданс, який народився у Англії у 17 столітті.
Сільський контрданс був веселий і житєрадісний.
Бальний контрданс був більш стриманий.
З Англії контрданс потрапляє в Європу.
У Франції та Росії його називають «Англез», у Німеччині «Франсез».
Контрданс поєднує в собі багато танців, які побудовані по лінії, де пари стояли одна напроти одної.